# Крајстчерч
Крајстчерч (енгл. Christchurch) је највећи град Јужног острва Новог Зеланда и трећи по величини у држави. Лежи на источној обали острва, северно од полуострва Бенкс. Кроз град протиче река Ејвон. Подигнут је 1848. године, у региону Кентербери. Према статистичким проценама из 2010. године, сам град је имао 376.700 становника.
Град је 22. фебруара 2011. године погодио велики земљотрес који је заједно са великим бројем накнадних потреса заувек уништио готово све историјске објекте али и велики број савремених, посебно високих, објеката. У земљотресу је срушена и градска катедрала, симбол града.

## Географија
Крајстчерч лежи у Кентерберијској равници, која је најплоднија на Новом Зеланду. Лежи између Пацифика на истоку, између естуара река Хеткоут и Ејвон (која између осталог, пролази и кроз сам град).
Крајстчерч је један од четири града у свету који је планиран по истоветном принципу који подразумева пројекат централног градског трга који је окружен са још четири истоветна трга у централној градској зони, као и широком појасу паркова и зелених површина који сви скупа чине јединствени широкопросторни центар града у коме не постоји предиспозиција гушења саобраћајем. Прва централна градска зона изграђена по овом принципу је била Филаделфија у Сједињеним Америчким Државама, а потом су уследили идентични примери у Савани и Аделаиду у Аустралији.
Крајстчерч има један од најчистијих извора снабдевања пијаћом водом у свету, што је последица његове јако повољне локације испод Јужних Новозеландских Алпа, који су познати по незагађеној околини и обилују брзим речним токовима.

### Клима
| Клима (Крајстчерч)         | Клима (Крајстчерч) | Клима (Крајстчерч) | Клима (Крајстчерч) | Клима (Крајстчерч) | Клима (Крајстчерч) | Клима (Крајстчерч) | Клима (Крајстчерч) | Клима (Крајстчерч) | Клима (Крајстчерч) | Клима (Крајстчерч) | Клима (Крајстчерч) | Клима (Крајстчерч) | Клима (Крајстчерч) |
| Показатељ \ Месец          | .Јан.              | .Феб.              | .Мар.              | .Апр.              | .Мај.              | .Јун.              | .Јул.              | .Авг.              | .Сеп.              | .Окт.              | .Нов.              | .Дец.              | .Год.              |
| -------------------------- | ------------------ | ------------------ | ------------------ | ------------------ | ------------------ | ------------------ | ------------------ | ------------------ | ------------------ | ------------------ | ------------------ | ------------------ | ------------------ |
| Средњи максимум, °C (°F)   | 22,5 (72,5)        | 22,2 (72)          | 20,4 (68,7)        | 17,8 (64)          | 14,6 (58,3)        | 11,7 (53,1)        | 11,3 (52,3)        | 12,4 (54,3)        | 14,9 (58,8)        | 17,4 (63,3)        | 19,2 (66,6)        | 21,2 (70,2)        | 17,1 (62,8)        |
| Средњи минимум, °C (°F)    | 12,2 (54)          | 12,1 (53,8)        | 10,6 (51,1)        | 7,7 (45,9)         | 4,5 (40,1)         | 2,1 (35,8)         | 1,9 (35,4)         | 2,9 (37,2)         | 5,1 (41,2)         | 7,2 (45)           | 8,9 (48)           | 10,9 (51,6)        | 7,2 (45)           |
| Количина падавина, mm (in) | 42 (16,5)          | 39 (15,4)          | 54 (21,3)          | 54 (21,3)          | 56 (22)            | 66 (26)            | 79 (31,1)          | 69 (27,2)          | 47 (18,5)          | 53 (20,9)          | 44 (17,3)          | 49 (19,3)          | 648 (255,1)        |
| [ тражи се извор ]         |                    |                    |                    |                    |                    |                    |                    |                    |                    |                    |                    |                    |                    |

Клима у Крајстчерчу је океанска, али оштрија у односу на западне делове Новог Зеланда. 
- Овај град је доста сушан, годишње падне око 650mm падавина годишње.
- Апсолутни максимум и апсолутни минимум су најекстремнији у земљи. Просечна јулска температура је 6,9 °C, а у јануару 16,3 °C. Најнижа измерена температура је -8 °C, а највиша 41,6 °C.
- У просеку буде око 70 дана са мразом, али ледених дана нема. Сваке друге године у просеку пада снег. Климу одликују нагли порасти и падови температуре.

## Историја
Маорско име града гласи Ōtautahi, и прве индикације његовог настанка потичу из 1250. године, када се претпоставља да се на те просторе доселило домородачко маорско становништво (ловци на сада већ истребљену врсту птица које не лете, мое).
Крајстчерч је основан 1856. године од стране Кантебријске Асоцијације, Британског колонијалног друштва уско повезаног са Енглеском англиканском црквом, што га чини најстаријим основаним градом на Новом Зеланду. Назван је по Хришћанском црквеном колеџу Оксфорда из Енглеске.

## Становништво
| 2001.   | 2006.   | 2013.   |
| ------- | ------- | ------- |
| 324.078 | 348.456 | 341.469 |

Област којом руководи градско веће града Крајстчерча има популацију од око 377.000 становника (процена из 2010.те године), која је чини другом по величини и насељености у земљи (после Окланда), и највећом на Јужном Острву. Шира градска зона броји око 390,300 становника.
Демографска слика града је јако шаролика. По последњем изјашњавању становништва овог подручја, приметан је раст оних који се изјашњавају као „новозеланђани“, а велика већина изјашњених „новозеланђана“ припада белој етничкој групи. Отприлике око 62% укупне домородачко-пацифичке групе становништва које живи на Јужном Острву, живи у Крајстчерчу и Кантерберију, што представља око 11,500 људи. Популација самоанаца чини око половину ове групе, док другој половини припадају становници Кукових Острва, Фиџија, Токелауа, Нијуеа и Тонге.

## Привреда
Град је главни комерцијални центар плодног пољопривредног региона који производи житарице и узгаја овце.
Крастчерч је такође један од најважнијих индустријских центара на Новом Зеланду. Он има одличан саобраћајни систем, квалитетно снабдевање водом, и неограничене количине јефтине хидроелектричне енергије.
Локална индустрија је претежно заснована на пољопривреди и сточарству. Саобраћајни и железнички тунели кроз Порт Хилс (енгл. Port Hills) повезују Крајстчерч са оближњом луком Лителтон (енгл. Lyttelton).

## Имиџ града и историјске чињенице
Град башта
Градске власти Крајстчерча су донеле одлуку да град наставе да уређују и изграђују у складу са прописима који би задовољили критеријум према којем би град био проглашен „Градом башта и цвећа“ а што је за последицу имало трошак од 2 милиона новозеландских долара, као и низ прописа, попут оног да се градска бизнис зона површински значајно умањи, да се лимитира висина зграда у центру града, као и уступи већи простор зеленим површинама и парковима.
Ботаничка башта
Градска ботаничка башта, лоцирана у самом центру Крајстчерча је основана 1863. године, када је 9. јула исте године посађен енглески храст у част свечане објаве брака између Принца Алберта и принцезе Александре од Данске.
Простире се на територији од 21 хектара, и лежи уздуж реке Ејвон, а поред главног градског Хаглеј парка. Градска ботаничка башта која је иначе најстарија те врсте у земљи, садржи широк опус егзотичних биљака које су карактеристичне за регион Јужног Пацифика и самог Новог Зеланда, и по томе је између осталог, јако специфична. Неке од главних атракција овог комплекса укључују и башта лековитих биљака специфичних за ово подручје, затим башта ружа која садржи преко 250 врста ове биљке, као и много других биљака које су у исту донете са других континената, и могу се видети само у овом парку, јер у флори острва Новог Зеланда не постоје, али им је зато на овом месту посвећена посебна пажња.
Трамвај
Систем трамвајских линија у Крајстчерчу представља својеврстан историјски споменик који граду даје посебан печат. Трамвајски систем је уведен 1882. године када су били вучени коњима, док су исти замењени електричним трамвајима почетком 20. века (1905. године). Последња трамвајска линија је укинута 1953. године, када је целокупан систем градског превоза био замењен аутобусима.
Одлуком градског већа да се град у већој мери окрене развијању туризма, фебруара 1995. године је поново стављена у функцију једна трамвајска линија дужине 2,5 km, са неколико оригиналних трамвајских кола претворених у покретне кафиће и средство за превоз туриста, која и данас дан успешно функционише, и једина је такве врсте у овом делу света (слична таква постоји још и у Сан Франциску у Калифорнији). Овај мали али јако значајан детаљ у мозаику који чини комплетну слику централног градског језгра, даје граду својеврстан шмек енглеског градића (упркос чињеници да град са околином има тек нешто мање од пола милиона становника), а у очима туриста га чини „најевропскијим градом“ у Аустралазији.
Поред поновног враћања трамваја на градске улице, у граду је отворен и музеј посвећен градском трамвајском систему који је својевремено био један од најупечатљивијих градских специфичности.

## Образовање
Град представља један од најзначајнијих едукационих центара у држави, и највећи је центар студентског живота на Јужном острву. У граду се налази друга по величини средња школа на Новом Зеланду, коју похађа чак око 3.000 ђака. Државни универзитет Кентербери (енгл. Canterbury) (1873) је лоциран у самом граду, а Универзитет Линколн (енгл. Lincoln) је основан такође 1873. године у оквиру универзитета Кентербери као пољопривредни колеџ, а формиран је као посебни универзитет 1990. године и лоциран је у околини града.

## Знаменитости
Градски музеј
Музеј је основан 1867. године, под патронатом првог директора истог, Јулијуса Хаста, амбициозног човека који је значајно допринео унапређењу чувања историјски вредних експоната и података, што природњачких (углавном везаних за јако специфичну флору и фауну новозеландских острва, ендемских и изумрлих врста), што културно-историјских (углавном везаних за маорску културну баштину, и трагове првих европских досељеника на острва), као и истраживачких, што подразумева пре свега ствари везане за походе и експедиције на територије јужно од Новог Зеланда које припадају антарктичком поларном појасу. Музеј је својевремено био водећа институција те врсте на јужној земљиној хемисфери, а данас поседује више од 2 милиона експоната.
Зграда музеја је направљена 1870. године у новом готском стилу, који је нарочито био популаран у том периоду, узимајући у обзир чињеницу да је највећи део зграда из тог периода, био грађен управо у том архитектонском стилу.
Римокатоличка катедрала „Светог Духа"
Католичка катедрала „Светог Духа“, лоцирана у самом центру града, представља један од најмонументалнијих ренесансних црквених објеката у Аустралазији, и сматра се да је грађена по узору на катедралу Сент Винсент де Пола која се налази у Паризу. Црква представља центар римокатоличке епархије Крајстчерча, као и центар бискупије.
Англиканска катедрала „Христова Црква"
Англиканска катедрала „Христова Црква“ по којој је и сам град добио име, сматра се најзначајнијим историјским објектом у граду. Изграђена је у другој половини 19. века на централном градском тргу, названом по самој катедрали (катедралски трг), и то након званичног добијања статуса града. Грађена је по узору на истоимену катедралу у Оксфорду у Енглеској (који се између осталог, налази у истоименој провинцији (Кантербери) по којој је и област на Новом Зеланду чије је средиште Крајстчерч, добио име. Катедрала је седиште бискупије те области.
У фебруару 2011.те године, након снажног земљотреса који је погодио град и његову непосредну околину, а износио је преко 6 степени рихтерове скале, по други пут у историји је срушио чувени торањ који се поносно уздизао над градским центром, значајно оштетио објекат, и тиме нанео непроцењиву штету самом граду и његовој историјској архитектонској позадини у чијем самом врху је био објекат катедрале који је био својствен симбол града.
Објекат је историјски гледано, био оштећиван услед потреса у више наврата. Први пут се то догодило 1881.ве године, а потом и 1888-ме, 1901-ве, 1922-ге и 2010.те године.

## Земљотреси 2010. и 2011. године
Град је 4. септембра 2010. погодио земљотрес јачине 7,2 степена на дубини од 10 km притом изазвавши велику штету од неколико милијарди долара али без људских жртава.
Такође, 22. фебруара 2011, најмање 75 људи је погинуло, а преко 300 затрпано и 1.000 повређено у земљотресу јачине 6,3 степена по Рихтеру, на дубини од око 5 km, са епицентром код овог града. Иако је сам земљотрес био мање јачине од оног који се догодио пола године пре, интензитет потреса је био доста виши (8. степен скале моментне магнитуде), и као такав представља један од највиших икада забележених у једној урбаној средини.
Земљотрес се догодио у току радног дана, што је резултовало смрћу 181 човека, укључујући и једног српског држаљанина.
Овај немили догађај је изазвао прво икада објављивање ванредног стања на нивоу читаве државе, а последице земљотреса су поред људских жртава, биле катастрофалне и по градску инфраструктуру. Неколико високоетажних модерних објеката у самом центру града се срушило, градска англиканска катедрала по којој је град био препознатљив је по први пут у историји у потпуности остала без свог чувеног каменог торња док је и сама црква претрпела значајне последице, католичка базилика „Светог Духа“ је такође изгубила оба торња и претрпела велику штету, док је 70% градске насељене зоне било поплављено, и остало без струје и воде.
Недуго након земљотреса, и неколико афтершокова (од којих је највећи био 13. јуна 2011. када није било људских жртва и значајније штете), услед великих издатака које је обезбедила држава, град се убрзано обнавља. Музеји су поново отворени, као и приступ централној градској зони, а централна градска катедрала заједно са торњем ће у догледно време бити обновљена, и унапређена како се овогодишњи сценарио не би поново догодио.